# غاريت أوليفر
غاريت أوليفر (بالإنجليزية: Garrett Oliver)‏ هو جعتي ‏ وكاتب أمريكي، ولد في 29 يوليو 1962 في هوليس ‏ في الولايات المتحدة.